# Menifee County
Menifee County je okres ve státě Kentucky v USA. K roku 2000 zde žilo 6 556 obyvatel. Správním městem okresu je Frenchburg. Celková rozloha okresu činí 534 km².

## Sousední okresy
| Růžice kompasu | Montgomery County | Bath County  | Rowan County  | Růžice kompasu |
| Růžice kompasu |                   | Sever        | Morgan County | Růžice kompasu |
| Růžice kompasu | Menifee County    |              | Morgan County | Růžice kompasu |
| Růžice kompasu | Jih               |              | Morgan County | Růžice kompasu |
| Růžice kompasu | Powell County     | Wolfe County |               | Růžice kompasu |